# Lala Górska
Lala Górska, właśc. Wiesława Górska, po mężu Grajczonek (ur. 31 maja 1931 w Warszawie, zm. 8 października 2020 w Brisbane) – polska dziecięca aktorka filmowa.

## Życiorys
Urodziła się 31 maja 1931 w Warszawie. W 1934 wraz ze starszym bratem Arturem zaczęła występować w teatrze dla dzieci Tymoteusza Ortyma, wystąpiła w trzech filmach: „Rapsodia Bałtyku” z 1935 oraz „Jego wielka miłość” i „Bohaterowie Sybiru” z 1936, w którym partnerowała Eugeniuszowi Bodo. W pierwszych dwóch filmach grała role chłopców. Lalę okrzyknięto „polską Shirley Temple”.
Późniejsze losy Lali Górskiej opisał Marek Teler, autor książki „Zapomniani artyści II Rzeczypospolitej”. Po powstaniu warszawskim Lala trafiła wraz z matką do obozu pracy w Niemczech, a następnie do obozu dla przesiedleńców, gdzie znalazła swojego zaginionego w czasie wojny brata. W obozie poznała starszego od siebie o siedem lat Stanisława Grajczonka, za którego w 1948 roku wyszła za mąż. Mieli troje dzieci – córkę Reginę oraz dwóch synów Richarda i George’a. W styczniu 1951 Wiesława wraz z mężem i córką wyemigrowała do Australii i osiadła w Brisbane, gdzie spędziła resztę życia.
Lala Górska była babką żużlowca, mającego obywatelstwo australijskie i polskie Josha Grajczonka, występującego w barwach klubu Polonia Bydgoszcz.

## Filmografia
Aktorka
- 1935: Rapsodia Bałtyku jako Jędruś Zatorski, syn Zygmunta i Ewy
- 1936: Jego wielka miłość jako Jaś, syn Kurczków
- 1936: Bohaterowie Sybiru jako Zosia, córka Janki i Stefana Winiarskich